# Троструко убиство у Санском мосту
Дана 21. августа 2024. године дошло је до пуцњаве у школи у Гимназији Сански Мост, када је починилац отворио ватру на три службеника школе. Убица је идентификован као 62-годишњи Мехемед Вукалић, мушкарац који је радио као домар, наоружан аутоматском пушком.
Након пуцњаве, покушао је да изврши самоубиство пуцајући себи у груди, али је притом ухваћен и одведен у лекарски притвор. Вукалић се тада налазио у животној опасности и спроведен је у Универзитетски клинички центар Републике Српске у Бањој Луци. Овај инцидент је најсмртоноснија пуцњава у школи у историји Босне и Херцеговине.

## Позадина
Малокалибарско оружје и оружје се често кријумчари на Балканском полуострво од југословенских ратова. Према студији из 2010. коју је спровео Програм Уједињених нација за развој, у Босни и Херцеговини је било око 750.000 комада оружја у илегалном поседу. Масовна стрељања су релативно ретка појава на простору бивше СФРЈ, али су у последње време доживела мали пораст, укључујући пуцњаву у Дарувару у суседној Хрватској и пуцњаву у Младеновцу и Смедереву и пуцњаву у београдској школи у суседној Србији.
Неки запослени у школи су пријавили да је осумњичени улазио у спорове са управом школе и да болује од посттрауматског стресног поремећаја након служења у Рату у БиХ.

## Жртве
Жртве ове пуцњаве су идентификоване као:
- Нијаз Халиловић, директор школе
- Гордана Миџан, професор енглеског језика
- Нисвета Кљунић, секретар